# Ángel Sixto Rossi
Ángel Sixto Rossi, S.J. (Córdoba, 11 de agosto de 1958) é um escritor e cardeal jesuíta argentino da Igreja Católica, atual arcebispo de Córdoba.

## Biografia

### Primeiros anos e ensino
Ángel Sixto nasceu em 11 de agosto de 1958, em Córdoba, Argentina. Filho de Ángel Sixto Rossi e Delicia Ruiz Caraffa. Completou seus estudos primários no Colégio Dr. Alejandro Carbó em Córdoba. Concluiu os estudos secundários no Colégio Gabriel Taborín da mesma cidade, colégio religioso dos Irmãos da Sagrada Família de Belley.

### Vida religiosa
Entrou no noviciado da então Província argentina da Companhia de Jesus em 1976. Após os estudos de filosofia e teologia, parcialmente realizados no Equador, recebeu a ordenação presbiteral em 12 de dezembro de 1986. Formou-se em teologia espiritual na Pontifícia Universidade Gregoriana de Roma com uma tese sobre o discernimento espiritual em Santo Inácio.
De 1990 a 1992 foi reitor da Igreja de El Salvador, em Buenos Aires, e nesse período abriu o Lar San José, para moradores de rua. Depois, foi mestre de noviços da Companhia de Jesus até 1995 e de 2013 a 2019 foi superior de comunidade da residência de Córdoba.
Ofereceu numerosos exercícios espirituais de Inácio de Loyola a grupos de sacerdotes, religiosos e leigos. Até o momento de sua nomeação como arcebispo em 2021, trabalhou como Conselheiro da Província Argentina-Uruguaia da Companhia de Jesus, com sede na Residência Principal da Companhia em Córdoba, e como Coordenador da Equipe Missionária Itinerante e Assistente Espiritual da Fundación Manos Abiertas.

### FundaçãoManos Abiertas
Em 1992, o então padre Rossi criou a Fundación Manos Abiertas, uma organização beneficente cujo objetivo é distribuir roupas e alimentos entre os setores mais pobres e vulneráveis da população. Inicialmente a fundação abriu sua primeira sede em Villa de Mayo, e até hoje tem filiais em 11 cidades: Buenos Aires, Córdoba, San Juan, Concordia, Resistencia, Salta, Mar del Plata, San Salvador de Jujuy, Santa Fe, Neuquén e Mendoza. Em 2019, a fundação foi reconhecida como uma obra apostólica com vínculos especiais com a Companhia de Jesus.

### Episcopado
Em 6 de novembro de 2021 foi nomeado pelo Papa Francisco para ocupar o cargo de Arcebispo de Córdoba. Recebeu a ordenação episcopal em 17 de dezembro do mesmo ano, na Catedral Nossa Senhora de Assunção de Córdoba, de Dom Carlos José Ñáñez, seu antecessor, coadjuvado por Dom Hugo Manuel Salaberry Goyeneche, S.J., bispo de Azul, Dom José Ángel Rovai, bispo de Villa María, por Dom Jorge Rubén Lugones, S.J., bispo de Lomas de Zamora e por Dom Ernesto Giobando, S.J., bispo auxiliar de Buenos Aires.

### Cardinalato
Em 9 de julho de 2023, o Papa Francisco anunciou durante o Angelus que o criaria cardeal no Consistório de 30 de setembro de 2023. Recebeu o barrete vermelho e o titulus de Santa Bernadette Soubirous.
Em 4 de outubro de 2023, foi nomeado membro do Dicastério para o Culto Divino e Disciplina dos Sacramentos e Dicastério para os Institutos de Vida Consagrada e Sociedades de Vida Apostólica.

## Obras
Publicou vários livros e ensaios de cariz espiritual e pastoral, como autor ou co-autor, entre os quais:
- Semillas de Cielo y Tierra (1997)
- Teresa (1999)
- Pequeños gestos con gran amor (1999)
- Educar es difícil, posible y bello (2002)
- Una Iglesia para el nuevo milenio (2002)
- Peregrinando con el corazón lleno de rostros (2003)
- Espérame y vamos juntos (2007)
- Testigos de su belleza (2008)
- El secreto de la Belleza (2017)
- Cuidar al Pastor (2017)
- Pinceladas Brocherianas (2017)